# Panoramarijtuig

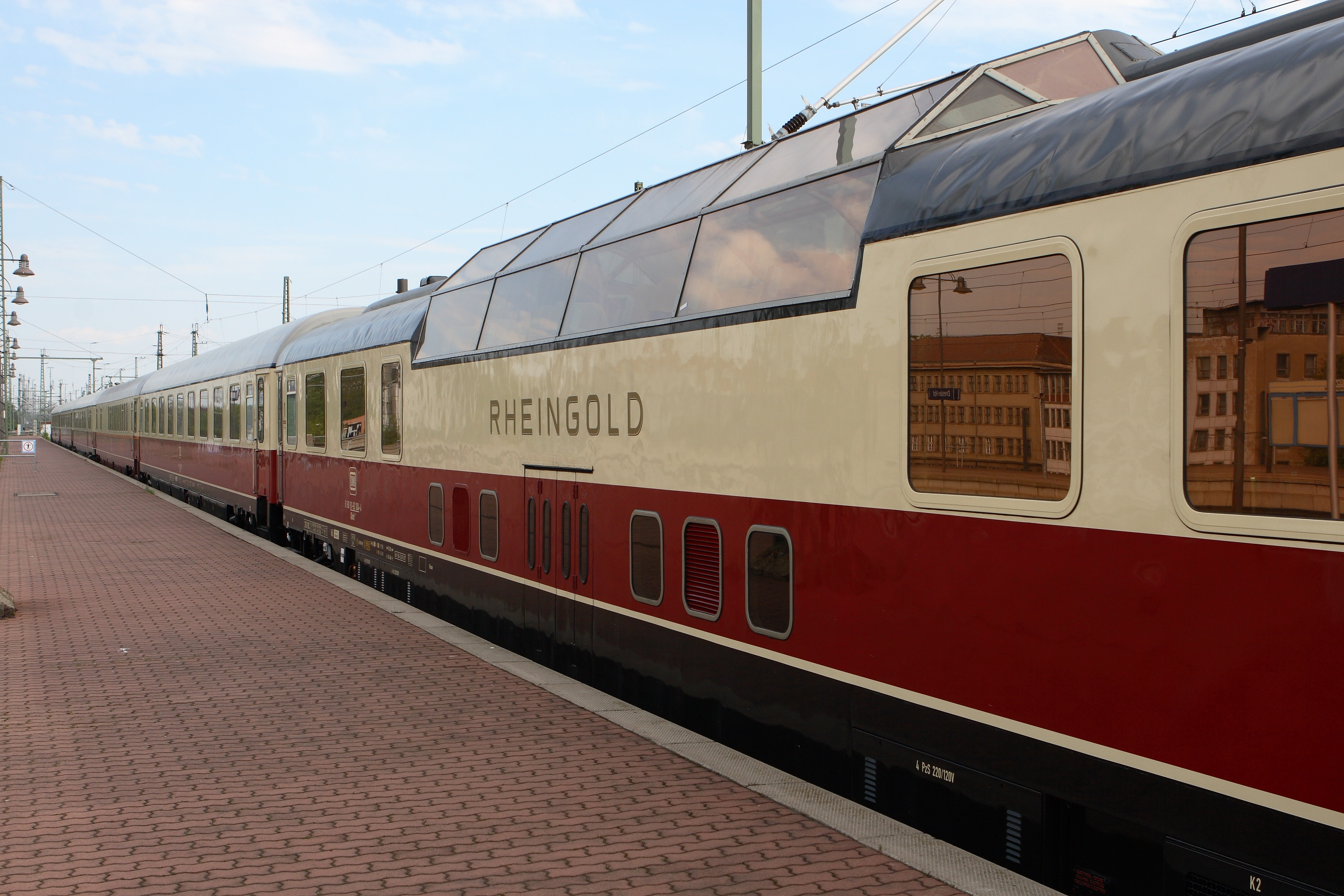
Panoramarijtuig van de TEE Rheingold.

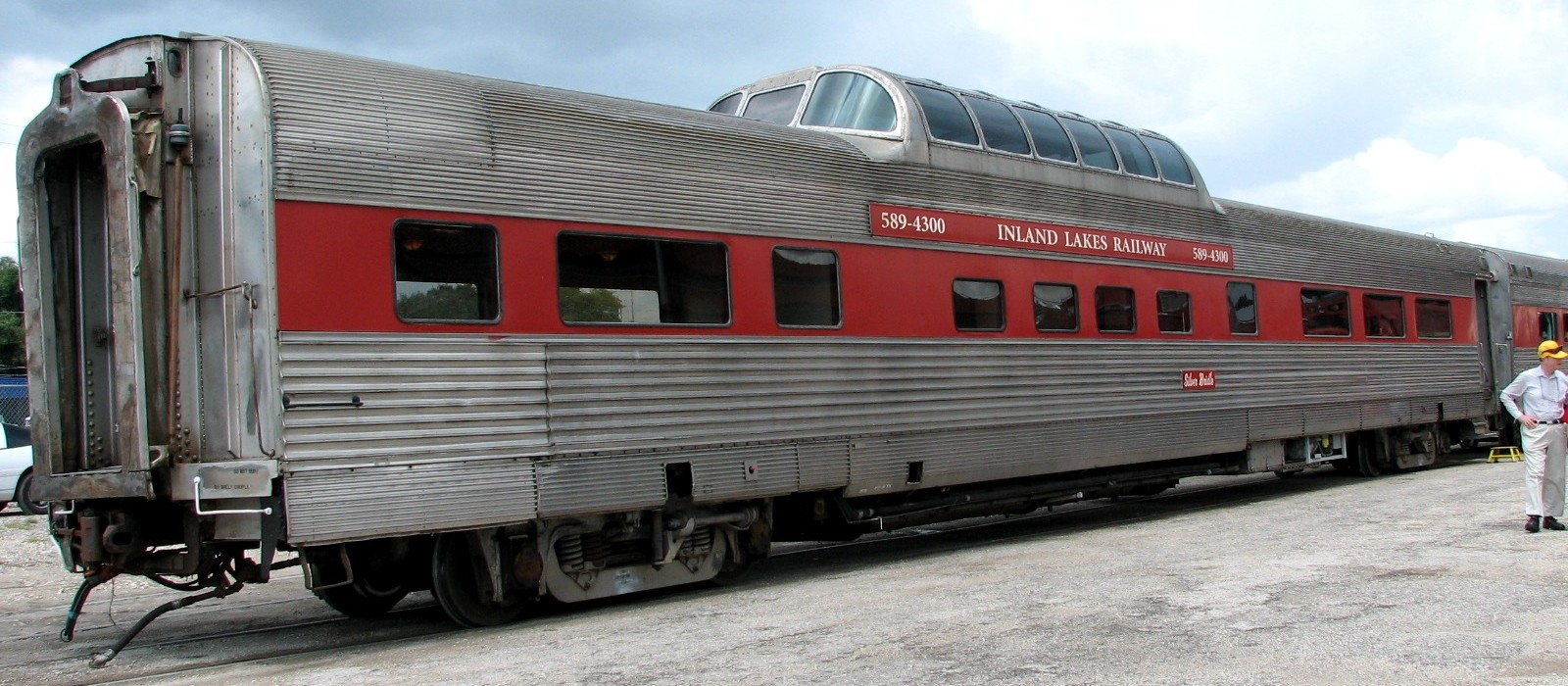
Panoramarijtuig van de California Zephyr, een door Amtrak geëxploiteerde trein

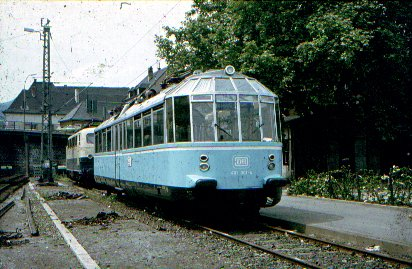
De "Gläserne Zug", Duits motorrijtuig uit de serie ET 91 voor speciale ritten

Een panoramarijtuig is een spoorwegrijtuig voorzien van grote ramen of een verhoogde uitzichtskoepel om zo reizigers een betere blik (een panorama) te bieden op de omgeving. Dergelijke rijtuigen worden wel ingezet op langeafstandstreinen of toeristische treinen door bijzonder schilderachtig gebied.
Bekend zijn de zogeheten dome cars die werden ingezet op langeafstandstreinen in de Verenigde Staten. Deze rijtuigen hadden een verhoogd gedeelte met een glazen 'koepel'. Enkele soortgelijke rijtuigen zijn in Europa ingezet op Trans Europ Express-treinen.